# Azeglio Bemporad
Azeglio Bemporad (Siena, 19 marzo 1875 – Catania, 11 febbraio 1945) è stato un astronomo e matematico italiano.

## Biografia
Cugino del collega Giulio Bemporad, si laureò in matematica alla Scuola normale superiore di Pisa, dopodiché lavorò come assistente astronomo all'Osservatorio astronomico di Torino. Nel 1904 si trasferì a Catania dove fu assunto come astronomo assistente e dove preparò un Catalogo astrofotografico.
Nel 1912 divenne direttore della Specola di Capodimonte, a Napoli. Nel 1934, vinse il concorso come direttore dell'Osservatorio catanese. Di origini ebraiche, nel 1938 fu licenziato a causa delle leggi razziali promulgate da Mussolini contro gli ebrei. Nel 1943 fu reintegrato, anche se non riprese l'attività.